# Louis-Arsène Delaunay
Pour les articles homonymes, voir Delaunay.
Louis-Arsène Delaunay est un comédien français, né le 21 mars 1826 à Paris et mort le 22 septembre 1903 à Versailles,. Il a été professeur au Conservatoire de Paris et sociétaire de la Comédie-Française de 1850 à 1887.

## Biographie
Fils d’un marchand de vin, Delaunay entra d’abord comme employé chez un marchand drapier mais, passionné pour le théâtre depuis l’enfance, il y resta peu de temps. Sur le conseil de Monval, régisseur du Gymnase, il alla voir le célèbre Provost, qui, après l’avoir entendu, le fit admettre dans sa classe au Conservatoire en 1844. Tout en continuant ses études, Delaunay obtint de jouer au Gymnase, en mars 1845, un rôle dans une pièce d’Arvers, les Deux Césars. Il y passa inaperçu, la pièce tomba, et au mois d’août il obtint un accessit de comédie au Conservatoire. Delaunay se mit alors à jouer dans des théâtres de la banlieue. L’acteur Bocage, qui l’entendit par hasard à Montmartre, lui proposa d’entrer à l’Odéon, dont il venait d’être nommé directeur. Bien que les appointements qu’il lui offrait fussent dérisoires, Delaunay s’empressa d’accepter.
Théophile Gautier écrivait alors : « Un jeune homme inconnu, nommé Delaunay, s’est révélé subitement le jeune premier le plus accompli de Paris. Il a du feu, de la candeur, une voix nette et mordante, toutes les qualités de l’emploi. » Ces qualités lui valurent d’être engagé, comme pensionnaire à la Comédie-Française, où il débuta, à vingt-deux ans, le 25 avril 1848. Il fut très applaudi dans l’École des maris, l’École des femmes, surtout dans Dorante du Menteur et le Chevalier du Distrait et, dès le 1er avril 1850, il était nommé sociétaire.
Depuis cette époque, pendant trente-six ans, Delaunay tint avec un éclat persistant l’emploi des jeunes premiers à la Comédie-Française, à laquelle il resta fidèlement attaché, malgré les offres brillantes qui lui furent faites à diverses reprises pour jouer ailleurs. Sociétaire modèle et comédien hors ligne, il reprit, outre les pièces du vieux répertoire des rôles dans des pièces du nouveau répertoire, où il se fit vivement applaudir, notamment : l’Honneur et l’argent, le Gendre de monsieur Poirier, Hernani, Marion Delorme, le Demi-Monde, le Marquis de Villemer, Don Juan d’Autriche, Mademoiselle de Belle-Isle, etc.
Ses créations furent très nombreuses. Il faut citer d’abord ses rôles de Fortunio dans Le Chandelier et de Valentin dans Il ne faut jurer de rien, d’Alfred de Musset. Il y excella et contribua puissamment, avec Louise Rosalie Allan-Despréaux, à révéler Alfred de Musset comme auteur dramatique. Parmi les autres pièces qu’il a créées, il faut citer : l’Aventurière, d’Augier (1848) ; Ulysse, de Ponsard (1852) ; le Cœur et la dot, de Mallefille, (1852) ; la Joie fait peur, par Delphine de Girardin (1851) ; la Fiammina, de Mario Uchard (1857) ; la Considération, de Doucet (1860) ; le Fils de Giboyer, d’Augier (1862) ; Jean Baudry, de Vacquerie (1863) ; Maitre Guérin, d’Augier (1861) ; le Lion amoureux, de Ponsard (1866) ; le Fils, de Vacquerie (1866) ; Paul Forestier, d’Augier (1868) ; les Faux ménages, de Pailleron (1869) ; Jean de Thommeray d’Augier et Sandeau (1873) ; le Sphinx, de Feuillet (1877) ; Daniel Hochat, de Sardou (1880) ; le Monde où l’on s’ennuie, de Pailleron (1881) ; Mlle du Vigan, de Simone Arnaud (1883) ; etc.
En 1886, il créa le rôle de Racine dans l’à-propos, intitulé 1802, écrit par Renan au sujet de l’anniversaire de Victor Hugo. Bien que son talent n’eût pas faibli, Delaunay, après avoir passé trente-huit ans à la Comédie-Française, se détermina à quitter le théâtre, le 1er avril 1886. Lors de sa représentation d’adieux, le 16 mai 1887, il reparut dans le Menteur, le Misanthrope, le Chandelier, où il fut l’objet d’une ovation enthousiaste. Avant de quitter le public, il s’avança vers la rampe et prononça un petit discours d’adieu au milieu de l’émotion générale.
Après avoir quitté le théâtre, il continua au Conservatoire le cours qu’il faisait depuis novembre 1877. En août 1895, il fut mis à la retraite pour ces dernières fonctions. Il vivait paisible, s’occupant de son jardin et de ses fleurs dans sa maison de la rue des Missionnaires à Versailles lorsqu’il succomba aux suites d’une crise de diabète. Il fut inhumé au cimetière de Montmartre.

Jules Ferry, alors président du conseil, l’avait nommé chevalier de la Légion d’honneur, par décret du 4 mai 1883. Dans ses Souvenirs, Delaunay a raconté qu’il allait quitter la Comédie-Française et donnait déjà sa série de représentations d’adieux lorsque :
« Vers le 6 ou le 7 avril, Vacquerie entre dans ma loge, entre deux actes des Effrontés.

« — Causons à cœur ouvert, me dit-il sans préambule. On annonce vos dernières représentations, il ne faut pas que vous partiez… »

« Je me mis à sourire en ayant l’air de dire : « Puisqu’il le faut. »

« Mais si l’on vous décorait, resteriez-vous? »

« De la part de Vacquerie, je ne pouvais croire à une plaisanterie, mais après tout ce qui avait été fait et écrit, je ne pensais pas qu’on pût revenir, à l’idée de M. Legouvé de décorer les comédiens au théâtre. Quelque pénible qu’eût été pour moi ce renoncement à ce que désirais le plus au monde, j’en avais pris mon parti en philosophe… La proposition de Vacquerie était si inattendue que j’en demeurai stupéfait. Il renouvela sa question avec insistance :

« — Si je vous fais décorer, donnez-moi votre parole d’honneur que vous resterez. »

« Je pris un temps – comme c’est la coutume à la Comédie-Française – et je répondis simplement : Oui, je vous la donne. »

« — Donnez-moi carte blanche et laissez-moi agir, j’en fais mon affaire. »

« Vacquerie alla trouver M. Jules Ferry, qui contre son attente, ne se montra point rebelle à l’idée… »

La petite cérémonie eut lieu un soir, à la Comédie ; le ministre fut exquis. Delaunay ajoute :

« Et je promis à M. Perrin de rester encore trois ans. »
— Delaunay, Souvenirs de M. Delaunay de la Comédie-française, Paris, Calmann Lévy, 1901.

## Famille

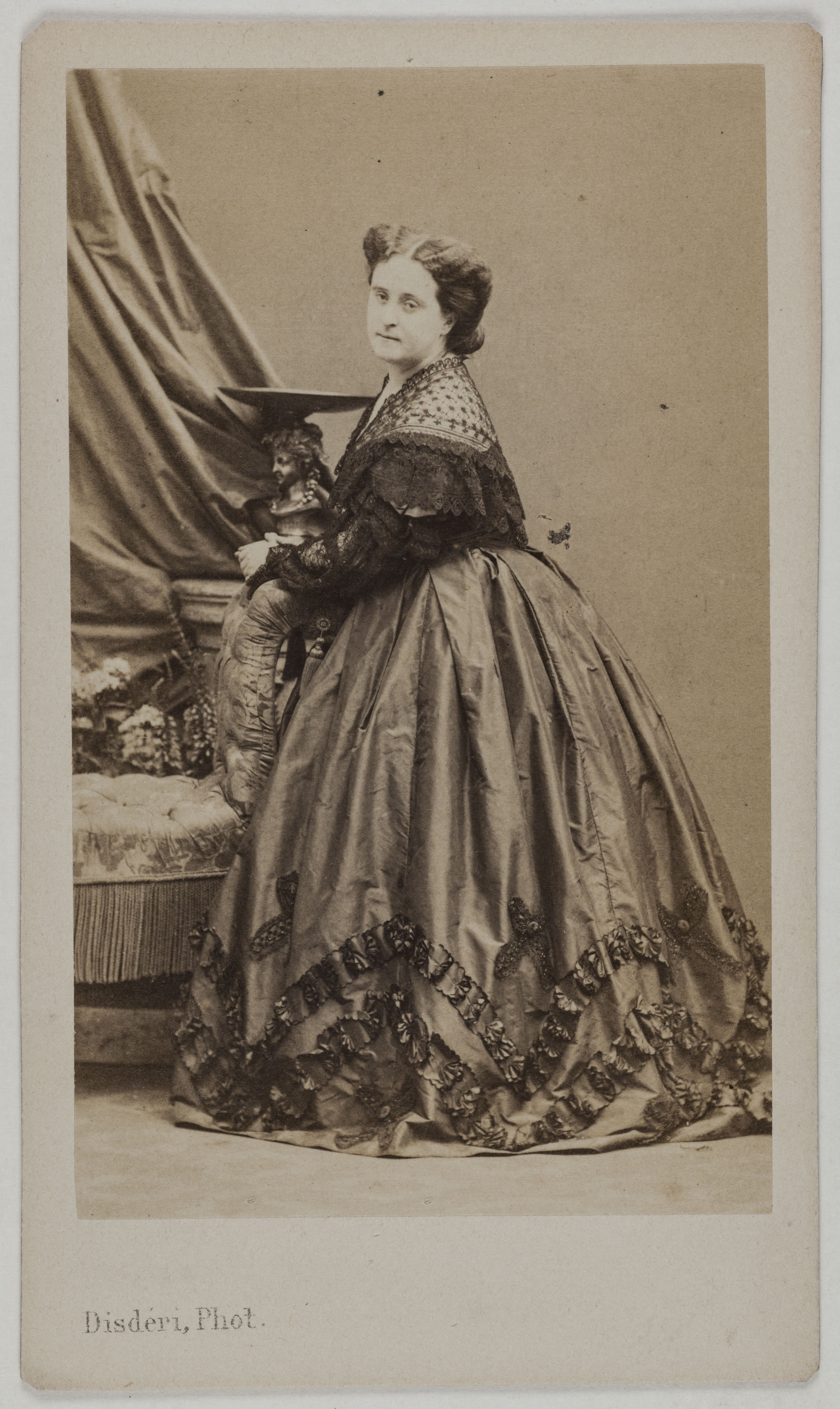
Mme Delaunay,son épouse

Il est le père de l'acteur du Français Louis Delaunay et le beau-père de l'artiste lyrique de l'Opéra-Comique Rose Delaunay.

## Jugements
Joignant à un physique agréable un mélange de tendresse et d’étourderie, une flamme, une ardeur de jeunesse qui charmaient et qu’il conserva tant qu’il parut au théâtre, Sarcey a dit de lui : « Aucun comédien de ce temps n’approche de M. Delaunay pour l’art exquis de la diction. C’est un plaisir délicieux que d’entendre la musique de celle voix jeune et caressante voltiger tantôt sur l’alexandrin sobre, tantôt sur la prose cadencée de Marivaux et d’Alfred de Musset. »
Adolphe Brisson a dit : « Le plaisir qu’on avait à l’écouter suffisait en dehors de toute autre considération, à justifier sa gloire. Delaunay semblait créé et mis au monde pour jouer les amoureux ; il y était incomparable, et, en quelque sorte, unique. Il possédait deux dons qui souvent s’excluent : il avait la flamme et la gaieté. De quelle ardeur il chargeait l’apostrophe de Perdican, au second acte de On ne badine pas avec l’amour ! La colère grondait dans sa voix, brillait dans ses yeux. Mais il conservait au personnage son caractère. Il n’en faisait point un farouche misanthrope, un Hamlet sombre et dissimulé. L’explosion passée, Perdican redevenait un pimpant cavalier, sentimental, il est vrai, mais heureux de vivre, ravi de coqueter avec sa cousine, et totalement dénué de pédanterie. II incarnait admirablement Fortunio. Il soupirait et ne pleurait pas aux genoux de Jacqueline : il laissait au rôle son sourire. Fortunio ne s’appelle pas Werther. C’est un petit clerc rêveur, passionné et malicieux. Delaunay l’illuminait, il éclairait ce théâtre de l’éclat de sa vivacité juvénile et du charme de sa voix. Nous le verrons toujours dans le premier acte de Il ne faut jurer de rien, dans ce duo où sautille et scintille la gaminerie de Musset. Il l’enlevait avec un entrain prodigieux, une furia toute française, une rapidité, une impertinence qui rendaient plus comiques les ahurissements de l’oncle Van Buck. Delaunay entraînait tout le monde dans son mouvement endiablé. Il brûlait les planches ; il menait la pièce tambour battant ; c’était un assaut, et chacun s’y surpassait. … Il possédait ce secret, qui semble aujourd’hui perdu, d’être gai sans trivialité, jeune sans outrecuidance et amoureux sans vieillesse. »

## Théâtre

### Carrière à la Comédie-Française
Entrée en 1848
Nommé 269e sociétaire en 1850
Départ en 1886
- 1848 : Le roi attend de George Sand : La Grange
- 1848 : Tartuffe de Molière : Damis
- 1848 : La Rue Quincampoix de Jacques-François Ancelot : Dehorn
- 1848 : Les Portraits d'Adrien Decourcelle et Théodore Barrière : le chevalier
- 1848 : Le Bachelier de Ségovie de Casimir Bonjour : Don Louis
- 1848 : Le Vrai club des femmes de Joseph Méry : Albert
- 1848 : La Vieillesse de Richelieu d'Octave Feuillet et Paul Bocage : René
- 1849 : Tartuffe de Molière : Valère
- 1849 : La Double leçon de Jean-Baptiste-Rose-Bonaventure Violet d'Épagny : Prangé
- 1849 : Le Moineau de Lesbie d'Armand Barthet : Cornelius
- 1849 : Le Misanthrope de Molière : Clitandre
- 1849 : La Mère coupable de Beaumarchais : Léon
- 1849 : La Ligue des amants d'Alfred Langlois des Essarts : Arsenio
- 1849 : Les Plaideurs de Jean Racine : Léandre
- 1850 : Les Deux célibats d'Augustin-Jules de Wailly et Charles Duveyrier : Charles
- 1850 : Trois entr'actes pour l'Amour médecin d'Alexandre Dumas : l'abbé
- 1850 : L'Avoué par amour d'Edmond Cottinet : Albin
- 1850 : Charlotte Corday de François Ponsard : Louvet
- 1850 : La Queue du chien d'Alcibiade de Léon Gozlan : Ferrières
- 1850 : La Migraine de Jean-Pons-Guillaume Viennet : Courville
- 1850 : Le Misanthrope de Molière : Acaste
- 1850 : Le Chandelier d'Alfred de Musset : Fortunio
- 1850 : Les Contes de la reine de Navarre d'Eugène Scribe et Ernest Legouvé : Henri d'Albret
- 1851 : Les Caprices de Marianne d'Alfred de Musset : Coelio
- 1852 : Le Cœur et la dot de Félicien Mallefille : Henri Dumège
- 1852 : Le Bonhomme Jadis d'Henry Murger : Octave
- 1853 : Dom Juan ou le Festin de pierre de Molière : Don Carlos
- 1855 : L'Amour et son train d'Octave Lacroix : Gabriel de Lineuil
- 1858 : Le Bourgeois gentilhomme de Molière : Cléonte
- 1859 : Souvent homme varie d'Auguste Vacquerie : Beppo
- 1862 : Le Fils de Giboyer d'Émile Augier : Maximilien Gérard
- 1865 : Henriette Maréchal d'Edmond et Jules de Goncourt : Paul de Bréville
- 1866 : Le Lion amoureux de François Ponsard : Vicomte de Vaugris
- 1866 : Le Fils d'Auguste Vacquerie : Louis Berteau
- 1867 : Hernani de Victor Hugo : Hernani
- 1868 : Paul Forestier d'Émile Augier : Paul Forestier
- 1869 : Les Faux ménages d'Édouard Pailleron : Paul Armand
- 1869 : Lions et Renards d'Émile Augier : Pierre Champlion
- 1871 : Christiane d'Edmond Gondinet : Robert de Noja
- 1873 : Marion de Lorme de Victor Hugo : Saverny
- 1874 : Le Demi-monde d'Alexandre Dumas fils : Olivier de Jalin
- 1875 : Tartuffe de Molière : Valère
- 1875 : Mademoiselle de Belle-Isle d'Alexandre Dumas : cardinal de Saverny
- 1875 : Le Misanthrope de Molière : Acaste
- 1876 : La Cigale chez les fourmis d'Eugène Labiche et Ernest Legouvé : Paul de Vineuil
- 1876 : Dom Juan ou le Festin de pierre de Molière : Dom Juan
- 1877 : Le Joueur de Jean-François Regnard : Valère
- 1878 : Le Misanthrope de Molière : Alceste
- 1879 : L'École des maris de Molière : Valère
- 1879 : Le Mariage de Figaro de Beaumarchais : Almaviva
- 1880 : Daniel Rochat de Victorien Sardou : Daniel Rochat
- 1880 : L'Impromptu de Versailles de Molière : La Grange
- 1880 : Les Femmes savantes de Molière : Clitandre
- 1880 : Le Bourgeois gentilhomme de Molière : Cléonte
- 1881 : Le Monde où l'on s'ennuie d'Édouard Pailleron : Roger de Céran
- 1886 : L'Avare de Molière : Cléante
- Il ne faut jurer de rien d'Alfred de Musset

## Sources
- Georges Moreau, Revue universelle : recueil documentaire universel et illustré, vol. 13, Paris, Larousse, 1903, p. 567-8.

## Mention dans la littérature
Dans Du côté de chez Swann de Marcel Proust, le narrateur, jeune, classe naïvement par ordre de talent les acteurs les plus illustres : Got, Delaunay, Coquelin, Thiron, Febvre.